# بيت ابو عريج (مبين)

تعديل مصدري - تعديل

بيت أبو عريج هي إحدى قرى عزلة الظفير بمديرية مبين التابعة لمحافظة حجة، بلغ تعداد سكانها 338 نسمة حسب تعداد اليمن لعام 2004.